# جورج آردلی
جورج آردلی (انگلیسی: George Ardley؛ 1897 – ۱۹۲۷ (۲۹−۳۰ سال)) بازیکن فوتبال اهل انگلستان بود.
از باشگاه‌هایی که در آن بازی کرده‌است می‌توان به باشگاه فوتبال ساندرلند اشاره کرد.